# Сныткино (Брянская область)
Сны́ткино — деревня в Брасовском районе Брянской области, административный центр Сныткинского сельского поселения. 
 Расположена в 8 км к северо-востоку от пгт Локоть. Население — 477 человек (2010).
Имеется отделение почтовой связи, сельская библиотека.

## История
Упоминается с первой половины XVII века в составе Брасовского стана Комарицкой волости; входила в приход села Брасово. С 1741 года — владение Апраксиных.
В 1778—1782 гг. входила в Луганский уезд, затем до 1929 в Севском уезде (с 1861 года — в составе Апраксинской (Брасовской) волости). С 1929 года в Брасовском районе; до 2005 года — центр Сныткинского сельсовета.
В деревне родился Герой Советского Союза Павел Муравьёв.
| Годы      | 1858 | 1866 | 1897 | 1926 | 1979 | 1989 | 2002 | 2010 |
| --------- | ---- | ---- | ---- | ---- | ---- | ---- | ---- | ---- |
| Население | 550  | 768  | 1053 | 1310 | 387  | 412  | 411  | 477  |